# Aryeh Kaplan
Pour les articles homonymes, voir Kaplan.
Aryeh Kaplan, né le 23 octobre 1934 dans le Bronx à New York et mort le 28 janvier 1983 à Brooklyn dans la même ville, est un rabbin américain orthodoxe, ainsi qu'un penseur et auteur de plus de cinquante livres afférents au judaïsme. Depuis ses essais sur la Torah, le Talmud et la Kabbale jusqu'à ses publications sur la philosophie du judaïsme, il est l'une des figures importantes du mouvement baal teshuva. En tant que traducteur, ses travaux ont porté sur Saadia Gaon mais aussi sur la tradition en langue ladino. Sa formation scientifique lui avait valu d'être considéré comme « le jeune physicien le plus prometteur des États-Unis ».
Ses ouvrages sont publiés en anglais, en espagnol, en français, en hébreu, en portugais, en russe et en tchèque.

## Sources

### Biographie
- A Tribute To Rabbi Aryeh Kaplan (z'l)
- A brief biography
- His life and works
- Translator of the Sefardic classic Me'am Lo'ez
- Evolution, The Age Of The Universe, And Rabbi Aryeh Kaplan

### Divers
- Online Living Torah at ort.org
- Material reprinted on aish.com
- Translation of the Bahir
- Translation of the The Sefer Yetzirah - Short Version
- The Sefer Yetzirah
- Video Interview with Rabbi Kaplan Part 1 of 2 on Youtube recorded in 1979
- Video Interview with Rabbi Kaplan Part 2 of 2 on Youtube recorded in 1979